# Droga ekspresowa 42 (Izrael)
Droga ekspresowa 42 (hebr.: כביש 42) – droga ekspresowa w Izraelu, łącząca miasto Aszdod na południu z miastem Riszon le-Cijjon na północy.